# مركز نانجينغ غرينلاند المالي

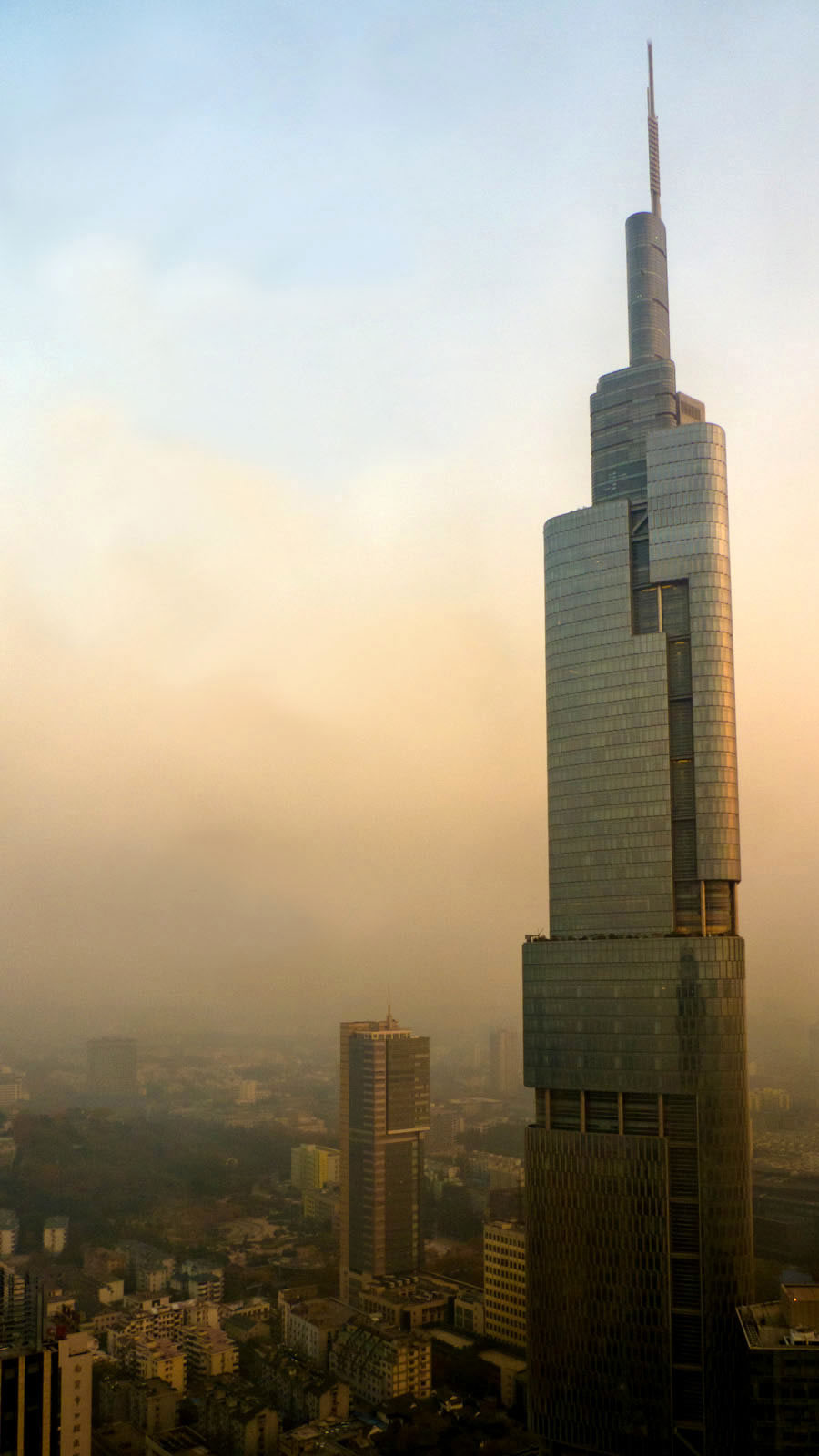

مركز نانجينغ غرينلاند المالي - (برج زيفنج)،  (بالإنجليزية: Nanjing Greenland Financial Center)‏، ناطحة سحاب، بدأ العمل فيها عام 2005م، وأنجزت في أبريل 2010م، وهي أطول ناطحة سحاب في نانجينغ، وتعد سابع أطول ناطحة سحاب في العالم، وثاني أول ناطحة سحاب في الصين.
يبلغ ارتفاع الهوائي 450 متر أما السقف فـ381متر والطابق العلوي 339متر وعدد طوابقه 89 طابق والبرج معد للاستخدام المختلط.